# Pierre Clément de Champeaux
Pour les articles homonymes, voir Champeaux.
Pierre Clément de Champeaux, né le 24 mai 1767 à Courban dans la Côte-d'Or et mort le 28 juillet 1800 à Milan, en Italie, est un général de brigade de la Révolution française.

## Biographie
Il est le fils d'Étienne de Champeaux (1736-1811), écuyer et officier — d'abord volontaire au régiment de Ségur puis officier de gendarmerie, il devient capitaine à l'hôtel des Invalides et commandant du fort d'Hendaye —, et de Jeanne d'Arbois. Il épouse en 1791, à Autun, une demoiselle Gaudillot dont il a trois fils : Achille, officier d'infanterie mort en 1808, Gaston, sous-préfet de Parthenay, et Eugène. Joseph-Nicolas de Champeaux est son cousin.

### Du cadet gentilhomme au colonel de cavalerie
Il entre en service dans la compagnie de cadets gentilshommes de l'école royale militaire à Paris le 15 septembre 1782, il est nommé sous-lieutenant au régiment de chasseurs des Cévennes le 12 août 1785. Le 6 mai 1788, il passe au régiment de chasseurs à cheval de Bretagne et il est promu lieutenant le 19 avril 1792. Il est détaché en qualité de commandant de la compagnie des guides à l'armée du Rhin le 27 mai 1792, il devient capitaine le 1er septembre et chef d'escadron au 10e régiment de chasseurs à cheval le 8 octobre 1792.
Le 8 mars 1793, il est élevé au rang de chef de brigade, il est suspendu comme noble par les représentants du peuple Saint-Just et Le Bas le 8 novembre 1793 et interné à Auxerre. Il est réintégré le 2 février 1796, par Aubert du Bayet. Le 24 mars 1796, il est appelé par le Directoire, au commandement du 12e régiment de hussards, mais il ne prend pas ses fonctions, et le 27, il est mis à la disposition de Bonaparte, général en chef de l'armée d'Italie, qui le nomme commandant du 7e bis régiment de hussards.

### Tué à Marengo
Il prend le commandement de la 22e division de gendarmerie à Grenoble le 10 juin 1797, et le 6 mars 1800, il prend le commandement de la gendarmerie du quartier général de l'armée de réserve, avant d'être élevé au grade de général de brigade le 9 mars 1800. Bonaparte lui confie les 1e et 8e régiments de dragons au mois de mai 1800. Le 14 juin 1800, il est à la bataille de Marengo et il est placé avec sa brigade derrière l'aile droite de l'armée. Dès le début de l'action, il charge les Autrichiens à la tête de ses dragons et tombe frappé d'un coup de feu à la poitrine. Transporté à Milan, il meurt des suites de cette blessure le 28 juillet 1800. 

## Armoiries
- D'or, à la bande de sable, chargée de trois besants du champ et accompagnée de deux croix parées de gueules

## Sources
- http://www.napoleon-series.org/research/frenchgenerals/c_frenchgenerals8.html
- Thierry Pouliquen, « Les généraux français et étrangers ayant servis [sic] dans la Grande Armée » (consulté le 4 juillet 2013)
- Jacques Charavay, Les Généraux morts pour la patrie : 1792-1871 ; notices biographiques, Paris, Société de l’histoire de la Révolution française, 1893